# مجموعة العليان
مجموعة العليان (بالإنجليزية: Olayan Group)‏، هي مجموعة شركات سعودية أسسها سليمان العليان سنة 1947. بدأت كشركة نقل بري تعمل في إطار بناء التابلاين. طورت نشاطها مع الطفرة النفطية ليشمل المطاعم، صناعة الأغذية، صناعة الورق، البلاستيك, التأمين، وغير ذلك. لها عدة شراكات مع شركات عالمية من أبرزها كوكاكولا، برغر كينغ، بكتل.

## وصلات خارجية
موقع الشركة

## التاريخ
في 8 أبريل 2024 استحوذت شركة العليان مع شركة لونيت الإماراتية على حصة مقدراها 49% من حصة مؤسسة دبي للاستثمارات الحكومية "ICD" وبروكفيلد في برج "آي سي دي بروكفيلد بليس" في دبي.